# Сухарев, Олег Сергеевич
Оле́г Серге́евич Су́харев (род. 17 декабря 1972, Брянск) — российский экономист, доктор экономических наук, профессор, главный научный сотрудник Института экономики РАН, профессор кафедры теории и методологии государственного и муниципального управления Московского государственного университета, профессор БГИТА, БГТУ, ЮРГТУ (НПИ).

## Биография
В 1996 году с отличием окончил Брянский государственный технический университет с присвоением квалификации инженер-механик-исследователь (кафедра «Динамика и прочность машин»), работал ассистентом кафедры «Экономика и организация производства» Брянского государственного технического университета.
В 1998 году досрочно окончил аспирантуру БГИТА «Экономика и управление народным хозяйством» защитой кандидатской диссертации. Работал старшим преподавателем и доцентом Брянского государственного университета.
В 1999 году поступил в докторантуру Орловского государственного технического университета, в котором в 2001 году защитил докторскую диссертацию.
В 2002—2005 годах работал профессором Брянского государственного университета, с 2002 года — старшим, а затем ведущим научным сотрудником ИЭ РАН.
С 2005 по настоящее время года профессор Финансовой академии при Правительстве РФ.
С 2006 по 2009 год — профессор Российской академии им. Г. В. Плеханова.
В 2008 году создал и возглавил Центр макроэкономической политики Российского государственного торгово-экономического университета.
С 2007 года учёный секретарь Центра макроэкономической стратегии ИЭ РАН, затем Центра эволюционной теории и экономического развития.
Подготовил 12 кандидатов наук и 4 доктора наук.
Член редакционного совета журнала «Международные научные исследования».
Член редколлегии «Журнала экономической теории» ИЭ УрО РАН, электронного журнала «Управление большими системами» ИПУ РАН. Являлся членом оргкомитета симпозиумов по эволюционной экономике, проводимых в РАН, заместителем председателя Международной конференции «Противоречия современной экономической политики. Россия и мир». Является членом Программного комитета Международной конференции «Управление инновациями» в ИПУ РАН, членом программных комитетов ряда иных Международных конференций, а также участвует в редколлегиях сборников по экономической синергетике (Набережные Челны), Вестника ЮРГТУ(НПИ), журнала «Психология и экономика» (Саратов) и др.
Член международного союза машиностроителей, Совета Международного Фонда Н. Д. Кондратьева, почётный доктор бизнеса и администрирования Американского университета бизнеса и администрирования (штат Калифорния).

## Основные работы
Автор 25 монографий, 7 учебных пособий, и свыше 350 научных работ, общим объёмом более 750 п. л.
- Сухарев О. С. Теория экономической дисфункции М.: Машиностроение, 2001
- Сухарев О. С. «Инноваторы», «консерваторы» и экономическая политика. Брянский ГУ, 2003;
- Сухарев О. С. Теоретические основы инвестиций в человека и инноваций (эволюционная парадигма): Монография 2004 г.
- Сухарев О. С. Социальный вопрос: институты, инновации, экономическая политика. Издательство: Экономическая литература, 2004 г.
- Сухарев О. С. Институциональная теория и экономическая политика. В 2-х Т. М.: Экономика, 2007.
- Сухарев О. С. Экономика технологического развития. М.: Финансы и статистика, 2008.
- Сухарев О. С. Институциональная экономика: теория и политика. М.: Наука, 2008.
- Сухарев О. С. Основы институциональной и эволюционной экономики. Курс лекций — М.: Высшая школа, 2008.
- Сухарев О. С. Теория эффективности экономики. Монография — М.: Финансы и статистика, 2009.
- Сухарев О. С. Инновации в экономике и промышленности. М.: Высшая школа, 2010.
- Сухарев О. С. Структурные проблемы экономики России: теоретическое обоснование и практические решения. Монография — М.: Финансы и статистика, 2010.
- Сухарев О. С. Экономическая политика и развитие промышленности. М.: Финансы и статистика, 2011.
- Сухарев О. С. Институциональная теория и возможности экономической науки (институты, иерархия, эффективность). Lambert Academic Publishing, 2011 (на англ. яз.)
- Сухарев О. С. Экономика будущего: теория институциональных изменений. М.: Финансы и кредит, 2011.
- Сухарев О. С. Институциональные изменения, эффективность и структура экономики. 2011 (на англ. яз.)
- Сухарев О. С. Управление экономикой. Введение в теорию кризисов и роста. — М., Финансы и статистика, 2012.—279с.
- Сухарев О. С. Структурный анализ экономики. — М., Финансы и статистика, 2012. — 216 с.
- Сухарев О. С. Эволюционная экономика. — М., Финансы и статистика, 2012. — 800 с.
- Сухарев О. С., Курманов Н. В., Мельковская К. Р. Функциональный и интернет-маркетинг. — М.: КУРС: ИНФРА-М, 2013. — 352 с.
- Сухарев О. С., Логвинов С. А. Управление структурными изменениями экономики. — М.: КУРС: ИНФРА-М, 2013. — 352 с.

### Учебники
- Синергетика инвестиций
- Основы макро и микроэкономики
- Стратегия и тактика управления фирмой
- Экономическая оценка инвестиций
- Основы институциональной и эволюционной экономики
- Инновации в экономике и промышленности.

## Награды
- Лауреат медали Российской Академии наук за 2002 г. за цикл из двух монографий «Институциональная теория и экономическая политика» и «Теория экономической дисфункции».
- Лауреат памятной медали Н. Д. Кондратьева «За вклад в развитие общественных наук» в 2007 году и серебряной медали в 2012 году.
- Лауреат Благотворительного Фонда содействия отечественной науке в номинации «Лучший экономист РАН».
- Книга «Экономическая методология и политика реструктуризации промышленности» издана в 2000 году в Золотой серии научных работ по решению жюри Международного конкурса Академией наук о земле.
- В 2011 году удостоен диплома Международной ассоциации институциональных исследований за книгу «Экономика будущего: теория институциональных изменений».

## Оценки
Академик РАН А. И. Татаркин, член-корр РАН Е. В. Попов, член-корр РАН Д. Е. Сорокин:
 О. С. Сухарев (1972 г.р.) — крупный российский экономист, который внес определяющий вклад в развитие современной институциональной экономической теории, экономику промышленности и научно-технического развития, теорию принятия инвестиционных решений, теорию экономического роста и инноваций.